# European Network of Forensic Science Institutes
European Network of Forensic Science Institutes (ENFSI) ist das am 20. Oktober 1995 gegründete Europäische Netzwerk forensischer Institute, zunächst mit Sitz in Den Haag. Seit Oktober 2015 ist ENFSI ein deutscher eingetragener Verein mit Sitz in Wiesbaden. Das 2002 beim Nederlands Forensisch Instituut (NFI) eingerichtete Sekretariat ist seit Januar 2016 mit zwei hauptamtlichen Mitarbeiterinnen beim deutschen Bundeskriminalamt (BKA) in Wiesbaden angesiedelt.

## Zielsetzung
Das ENFSI wurde mit dem Ziel gegründet, den Wissensaustausch und -transfer im Bereich der Kriminalwissenschaften zu fördern. Gleichzeitig soll es gemeinsame Standards voranbringen, um  forensische Forschungs- und Untersuchungsergebnisse international besser vergleichbar zu machen und die Anerkennung über Staatsgrenzen hinweg zu verbessern. Mittlerweile ist ENFSI als Expertengruppe für forensische Kriminalwissenschaften international anerkannt.
ENFSI stellt sicher, dass die Qualität der Forschung und Entwicklung bei den Mitgliedsinstituten weltweit höchsten Anforderungen entspricht und kontinuierlich verbessert wird. Dies soll durch ständige Qualitätssicherung der Ergebnisse verbunden mit dem kontinuierlichen Ausbau des Mitgliederbestands von ENFSI erreicht werden. Dabei werden auch Kontakte zu Organisationen und Einrichtungen mit gleicher oder ähnlicher Zielrichtung gepflegt bzw. aufgebaut.
Vorstandsvorsitzende (Chairperson) ist die Schwedin Christina Bertler Edlund.